# Kaskadennutzung

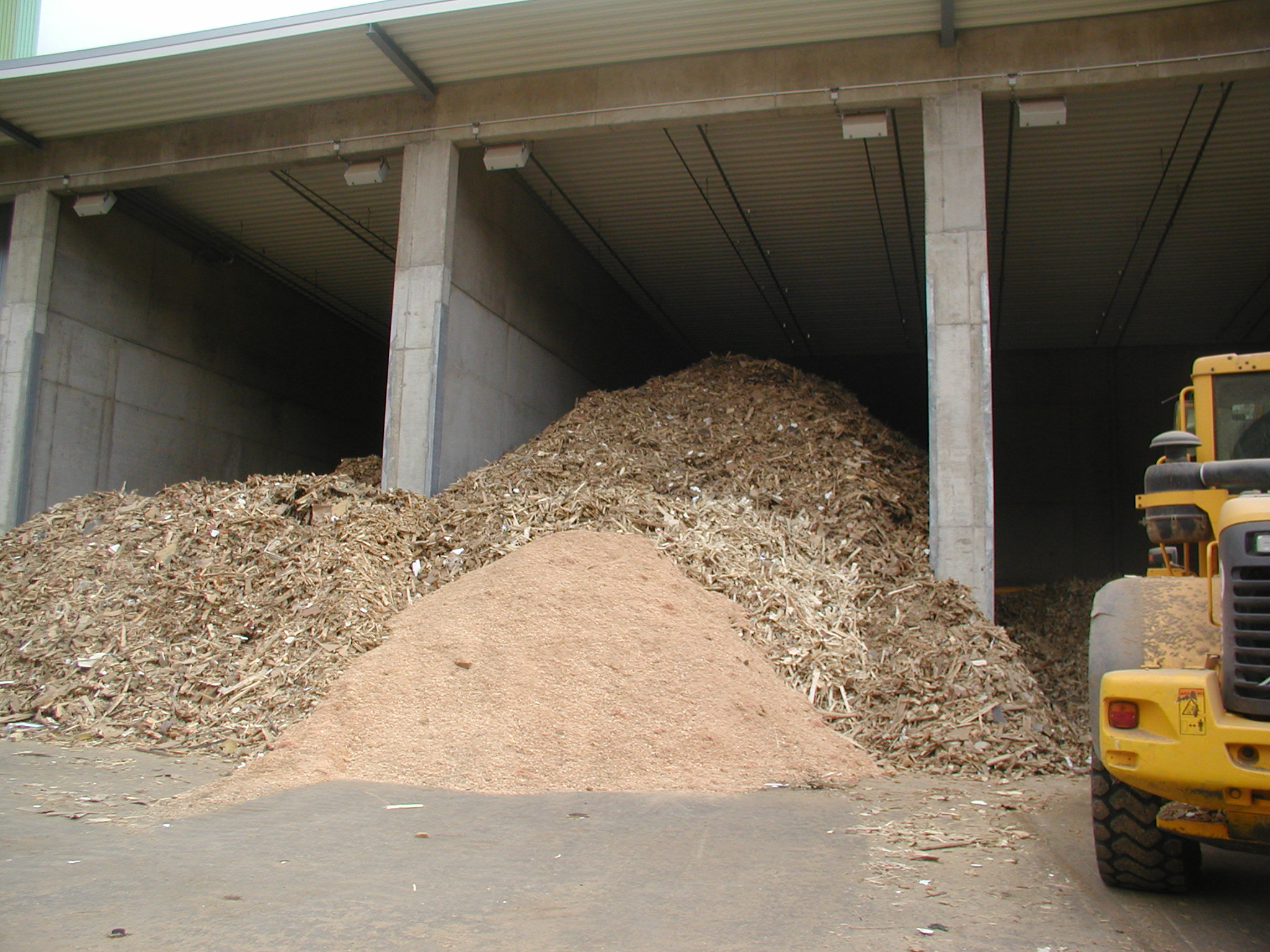
Zerkleinertes Altholz für die Nutzung in einem Biomasseheizkraftwerk

Als Kaskadennutzung bzw. Mehrfachnutzung wird die Nutzung eines Rohstoffs über mehrere Stufen bezeichnet. Auf diese Weise soll eine besonders nachhaltige und effiziente Nutzung sowie eine Einsparung beim Einsatz von Rohstoffen erreicht werden, Rohstoffe oder daraus hergestellte Produkte werden so lange wie möglich im Wirtschaftssystem genutzt. Sie wird unterschieden von der Koppelnutzung, die neben der Nutzung eines Hauptrohstoffs bzw. -produkts auch die Nutzung von Nebenprodukten vorsieht.
Im Regelfall umfasst eine Nutzungskaskade dabei eine einfache bis mehrfache stoffliche Nutzung mit abnehmender Wertschöpfung sowie eine abschließende energetische Nutzung oder eine Kompostierung des Rohstoffs. Durch eine Kaskadennutzung können sowohl ökologische wie ökonomische Vorteile wie eine geringere Belastung der Umwelt, Einsparung von Treibhausgasen, geringere Kosten und höhere Wertschöpfungen erreicht werden.
Die Kaskadennutzung wird sowohl bei etablierter Rohstoffbasis in der Petrochemie wie auch bei der Verwendung von nachwachsenden Rohstoffen diskutiert. Beispiele für Kaskadennutzung sind etablierte und neuartige Recyclingketten oder die Nutzung von Ersatzbrennstoffen zur Energiegewinnung. Im Bereich der nachwachsenden Rohstoffe ist z. B. zunächst eine stoffliche Nutzung von Holz oder bio-basierten Kunststoffen als Industrierohstoff und anschließend in der Energieerzeugung möglich.